# I Blame Myself
Singles de Sky Ferreira
You're Not the One (en)
(2013) Downhill Lullaby (en)
(2019)
I Blame Myself est une chanson de la chanteuse américaine Sky Ferreira sortie le 9 juin 2014 sous le label Capitol Records. Elle est écrite par Sky Ferreira, Ariel Rechtshaid, Justin Raisen, Dan Nigro et Jordan Benik et est présente dans l'album Night Time, My Time.

## Développement
I Blame Myself est écrite et produite par Ariel Rechtsaid et Justin Raisen, avec l'aide de Dan Nigro et Jordan Benik. Sky Ferreira participe également à l'écriture en 2013, notamment dans le second couplet qui fait référence à deux années qu'elle a passées sans parler.
Alors que Boys (en) doit être le second single extrait de l'album Night Time, My Time, la maison de disque Capitol Records décide de la rendre gratuite au téléchargement et c'est finalement I Blame Myself qui est officiellement choisie.

## Composition
I Blame Myself est une chanson de style synthpop, parfois décrite comme un mélange de musique minimaliste et de new wave. Elle est souvent définie comme la chanson la plus pop de l'album Night Time, My Time.
Jillian Mapes du magazine Pitchfork déclare que cette chanson parle du pouvoir de la vulnérabilité et non pas d'un aveu de faiblesse.

## Clip vidéo
Le clip vidéo de ce single est tourné par Grant Singer à Compton en Californie. Quinze secondes sont révélées le 14 avril 2014, avant que l'intégralité soit deux jours plus tard sur le site web Ssence.com dans le cadre d'une opération consistant à pouvoir acheter les vêtements de plusieurs clips vidéos, I Blame Myself étant le premier de la série.
Cette vidéo présente Sky Ferreira en chef de gang. Elle se fait arrêter mais échappe de prison. Le réalisateur explique qu'il s'agit d'un clin d'œil à la vie privée de la chanteuse. À la fin, Sky Ferreira et ses danseurs interprètent une chorégraphie qui est inspirée des clips vidéos des années 90 et de Michael Jackson.
Ce clip est très critiqué, Sky Ferreira est accusée de faire du racisme en utilisant des danseurs noirs de peau comme des objets, comme Miley Cyrus dans We Can't Stop. Elle se défend en affirmant n'avoir jamais pensé cela et elle rappelle avoir été élevée dans une famille multiraciale.

## Réception critique
Plusieurs critiques considèrent que I Blame Myself est la meilleure chanson de Night Time, My Time.